# Luísa Sonza (EP)
Luísa Sonza é o extended play (EP) de estreia da cantora brasileira Luísa Sonza, lançado em 6 de outubro de 2017 através da Universal Music Brasil.

## Antecedentes
Após tornar-se conhecida ao publicar vídeos em que cantava sucessos de outros cantores no YouTube, Luísa Sonza assinou um contrato de gravação com a gravadora Universal Music Brasil. Seu primeiro trabalho na gravadora foi o extended play (EP) Luísa Sonza, lançado em 6 de outubro de 2017, que foi também seu primeiro autoral.
O EP teve parte produzida por Umberto Tavares e Mãozinha, dupla responsável por diversos sucessos na música pop da época. Sonza comentou: "Trabalhar com o Umberto foi uma honra, eu me senti muito segura com ele, que me ajudou a ter uma pegada mais pop, a parte eletrônica veio dele, pois eu estava acostumada a gravar de forma acústica".

## Singles
O EP gerou os singles "Good Vibes", lançado em 26 de maio, "Olhos Castanhos", liberado em 21 de julho, que foi certificado como platina pela Pro-Música Brasil (PMB) e "Rebolar", com lançamento em 22 de janeiro de 2018.

## Lista de faixas
| Edição digital |                                                     |                        |                          |         |  |
| N.º            | Título                                              | Compositor(es)         | Produtor(es)             | Duração |  |
| 1.             | "Good Vibes"                                        | Luísa Sonza            | Umberto Tavares Mãozinha | 3:24    |  |
| 2.             | "Olhos Castanhos"                                   | Sonza                  | Tavares Mãozinha         | 3:23    |  |
| 3.             | "Não Preciso de Você pra Nada" (part. Luan Santana) | Santana Douglas Cesar  | Dudu Borges              | 3:21    |  |
| 4.             | "O Meu Sabor"                                       | Sonza                  | Tavares                  | 3:03    |  |
| 5.             | "Rebolar"                                           | Sonza Tavares Mãozinha | Tavares                  | 3:28    |  |
| Duração total: | Duração total:                                      | Duração total:         | Duração total:           | 16:41   |  |